# 北緯69度線
北緯69度線（ほくい69どせん）は、地球の赤道面より北に69度の角度を成す緯線。北極内部にあり、大西洋、ヨーロッパ、アジア、北アメリカを通過する。また北極海の南方諸島も通過する。
この緯度の下では、5月21日頃から7月23日頃までの約2ヶ月間は白夜になり、12月1日頃から1月12日頃までの約1ヶ月半の間は極夜になる。

## 通過する地域一覧
北緯69度線は、本初子午線から東に向かって以下の場所を通っている。
| 地理座標                                               | 国土・領土・領海             | 備考                                                            |
| ------------------------------------------------------ | ---------------------------- | --------------------------------------------------------------- |
| 北緯69度0分 東経0度0分 / 北緯69.000度 東経0.000度      | 大西洋                       | ノルウェー海                                                    |
| 北緯69度0分 東経15度0分 / 北緯69.000度 東経15.000度    | ノルウェー                   | トロムス県 - ラング島、アンド島、ビジャルク島、ダイヤー島、本土 |
| 北緯69度0分 東経20度11分 / 北緯69.000度 東経20.183度   | スウェーデン                 |                                                                 |
| 北緯69度0分 東経20度51分 / 北緯69.000度 東経20.850度   | フィンランド                 |                                                                 |
| 北緯69度0分 東経22度6分 / 北緯69.000度 東経22.100度    | ノルウェー                   | フィンマルク県                                                  |
| 北緯69度0分 東経28度44分 / 北緯69.000度 東経28.733度   | ロシア                       | コラ半島                                                        |
| 北緯69度0分 東経36度37分 / 北緯69.000度 東経36.617度   | バレンツ海                   |                                                                 |
| 北緯69度0分 東経48度12分 / 北緯69.000度 東経48.200度   | ロシア                       | コルグエフ島                                                    |
| 北緯69度0分 東経50度9分 / 北緯69.000度 東経50.150度    | バレンツ海                   | ペチョラ海                                                      |
| 北緯69度0分 東経60度58分 / 北緯69.000度 東経60.967度   | ロシア                       | ユーゴルスキー島                                                |
| 北緯69度0分 東経66度24分 / 北緯69.000度 東経66.400度   | カラ海                       | Baydaratskaya湾                                                 |
| 北緯69度0分 東経68度26分 / 北緯69.000度 東経68.433度   | ロシア                       | ヤマル半島                                                      |
| 北緯69度0分 東経72度32分 / 北緯69.000度 東経72.533度   | オビ湾                       |                                                                 |
| 北緯69度0分 東経74度5分 / 北緯69.000度 東経74.083度    | タゾフスカヤ湾               |                                                                 |
| 北緯69度0分 東経77度3分 / 北緯69.000度 東経77.050度    | ロシア                       |                                                                 |
| 北緯69度0分 東経169度26分 / 北緯69.000度 東経169.433度 | 東シベリア海                 | チャウスカヤ湾                                                  |
| 北緯69度0分 東経170度58分 / 北緯69.000度 東経170.967度 | ロシア                       |                                                                 |
| 北緯69度0分 東経179度56分 / 北緯69.000度 東経179.933度 | チュクチ海                   |                                                                 |
| 北緯69度0分 西経163度55分 / 北緯69.000度 西経163.917度 | アメリカ合衆国               | アラスカ州                                                      |
| 北緯69度0分 西経141度0分 / 北緯69.000度 西経141.000度  | カナダ                       | ユーコン準州                                                    |
| 北緯69度0分 西経137度26分 / 北緯69.000度 西経137.433度 | ボーフォート海               | マッケンジー湾                                                  |
| 北緯69度0分 西経136度7分 / 北緯69.000度 西経136.117度  | カナダ                       | ノースウエスト準州 - リチャーズ島 ヌナブト準州 - 本土           |
| 北緯69度0分 西経117度52分 / 北緯69.000度 西経117.867度 | ドルフィンアンドユニオン海峡 |                                                                 |
| 北緯69度0分 西経113度33分 / 北緯69.000度 西経113.550度 | カナダ                       | ヌナブト準州 - ビクトリア島                                     |
| 北緯69度0分 西経107度24分 / 北緯69.000度 西経107.400度 | ジース海峡                   |                                                                 |
| 北緯69度0分 西経105度2分 / 北緯69.000度 西経105.033度  | カナダ                       | ヌナブト準州 - ビクトリア島                                     |
| 北緯69度0分 西経101度51分 / 北緯69.000度 西経101.850度 | ビクトリア海峡               |                                                                 |
| 北緯69度0分 西経100度37分 / 北緯69.000度 西経100.617度 | カナダ                       | ヌナブト準州 - ロイヤル・ジオグラフィカル・ソサエティ島         |
| 北緯69度0分 西経99度58分 / 北緯69.000度 西経99.967度   | アレクサンドラ海峡           |                                                                 |
| 北緯69度0分 西経99度30分 / 北緯69.000度 西経99.500度   | カナダ                       | ヌナブト準州 - キングウィリアム島                               |
| 北緯69度0分 西経95度53分 / 北緯69.000度 西経95.883度   | ラエ海峡                     |                                                                 |
| 北緯69度0分 西経94度21分 / 北緯69.000度 西経94.350度   | カナダ                       | ヌナブト準州                                                    |
| 北緯69度0分 西経90度35分 / 北緯69.000度 西経90.583度   | ペリー湾                     |                                                                 |
| 北緯69度0分 西経89度42分 / 北緯69.000度 西経89.700度   | カナダ                       | ヌナブト準州 - シンプソン半島                                   |
| 北緯69度0分 西経86度27分 / 北緯69.000度 西経86.450度   | コミッティー湾               |                                                                 |
| 北緯69度0分 西経84度54分 / 北緯69.000度 西経84.900度   | カナダ                       | ヌナブト準州 - メルヴィル半島                                   |
| 北緯69度0分 西経81度32分 / 北緯69.000度 西経81.533度   | フォックス湾                 |                                                                 |
| 北緯69度0分 西経79度17分 / 北緯69.000度 西経79.283度   | カナダ                       | ヌナブト準州 - ローリー島                                       |
| 北緯69度0分 西経78度42分 / 北緯69.000度 西経78.700度   | フォックス湾                 |                                                                 |
| 北緯69度0分 西経76度37分 / 北緯69.000度 西経76.617度   | カナダ                       | ヌナブト準州 - バフィン島                                       |
| 北緯69度0分 西経67度57分 / 北緯69.000度 西経67.950度   | バフィン湾                   |                                                                 |
| 北緯69度0分 西経51度7分 / 北緯69.000度 西経51.117度    | グリーンランド               |                                                                 |
| 北緯69度0分 西経25度40分 / 北緯69.000度 西経25.667度   | 大西洋                       | グリーンランド海 ノルウェー海                                   |